# Jahresbandmethode
Die Jahresbandmethode ist ein Verfahren des Risikomanagements für Banken und dient der Ermittlung der Eigenkapitalunterlegung für Wertpapiere, die einem Zinsänderungsrisiko unterliegen.

## Hintergrund
Um die Stabilität des Bankensystems und die Sicherheit der Einlagen von Banken zu gewährleisten, müssen diese ihre Risiken mit Eigenkapital unterlegen. Ein wesentliches Risiko für Banken ist das Zinsänderungsrisiko. Dies entsteht sowohl aus der Fristentransformation (die Bank refinanziert langfristige Kredite mit kurzfristigen Einlagen) (diese werden im Bankbuch abgebildet) als auch aus dem Halten von Wertpapieren und Derivaten unterschiedlicher Laufzeit im Handelsbuch. Die Höhe des notwendigen Eigenkapitals für die letztgenannten Risiken aus dem Handelsbuch kann mittels der Jahresbandmethode oder der Durationsmethode ermittelt werden.
Bei der Jahresbandmethode wird allerdings nur das allgemeine Kursrisiko (der Kurs ändert sich mit dem Zins, man spricht daher auch von zinssensitiven Wertpapieren) berücksichtigt, nicht das besondere Kursrisiko.

## Grundlagen
Zunächst sind die sogenannten Zinsnettopositionen zu ermitteln.
Nettopositionen sind die Unterschiedsbeträge aus
1. Beständen an gleichen Wertpapieren, Lieferansprüchen und Lieferverpflichtungen aus Kassa-, Termin- und Optionsgeschäften sowie Swapgeschäften, die die gleichen Wertpapiere zum Geschäftsgegenstand haben oder sich vertraglich auf die gleichen Wertpapiere beziehen,
2. einander weitgehend entsprechenden, gegenläufig ausgerichteten derivativen Geschäften, soweit sie der Zinsnettoposition zugehören.

Bei der Jahresbandmethode werden die Zinsnettopositionen entsprechend ihrer Restlaufzeit Bereichen zugeordnet. Die Bereiche sind dabei grob in eine kurzfristige, eine mittelfristige und eine langfristige Zone (Zone I – III) gegliedert. Jede Zone wird nochmals in Bänder (arabisch beziffert) unterteilt:
- Die ersten vier Laufzeitbänder gehören zur kurzfristigen Laufzeitzone,
- die folgenden drei Laufzeitbänder zur mittelfristigen Laufzeitzone,
- die übrigen Laufzeitbänder zur langfristigen Laufzeitzone.

## Vorgehen
Der Prozess der Jahresbandmethode gestaltet sich gemäß §§ 300 und 301 SolvV:
- Zuordnungen: Die Zinsnettopositionen sind entsprechend ihrer restlichen Zinsbindungsfrist in Höhe ihrer maßgeblichen Beträge getrennt nach Währungen unter Berücksichtigung ihrer Zinsbindungsrichtung und ihrer Nominalverzinsung in die Laufzeitbänder einzustellen und zu gewichten. Die Gewichtung ist dabei für Positionen mit längerer Laufzeit größer, da sich Zinsänderungen stärker auswirken, je länger die Laufzeit ist.
- Aufrechnung innerhalb eines Bandes: Für jedes Laufzeitband sind nun die sich betragsmäßig entsprechenden Summen der gewichteten Nettopositionen mit gegenläufigen Zinsbindungsrichtungen (ausgeglichene Bandpositionen) sowie die verbleibenden Unterschiedsbeträge (offene Bandpositionen) zu ermitteln.
- Offene Positionen: Die ausgeglichenen Bandpositionen sind zur Gesamtsumme der ausgeglichenen Bandpositionen zusammenzufassen. Für jede Laufzeitzone sind die der Zone zugehörigen offenen Bandpositionen getrennt nach ihrer Zinsbindungsrichtung zusammenzufassen.
- Aufrechnung innerhalb einer Zone: Für jede Laufzeitzone sind die sich betragsmäßig entsprechenden Summen der offenen Bandpositionen mit gegenläufigen Zinsbindungsrichtungen (ausgeglichene Zonenpositionen) sowie die verbleibenden Unterschiedsbeträge (offene Zonenpositionen) zu errechnen. Die offenen Zonenpositionen aller Laufzeitzonen sind unter Berücksichtigung ihrer Zinsbindungsrichtung jeweils einzeln zu ermitteln.
- Aufrechnung über die Zonen hinweg: Die jeweils offenen gegenläufigen Positionen einer Zone sind mit den anderen Zonen zu verrechnen. Hierbei ist die offene Zonenposition der kurzfristigen Zone mit der offenen Zonenposition der mittelfristigen Zone, die verbleibende offene Zonenposition der mittelfristigen Zone mit der offenen Zonenposition der langfristigen Zone und die verbleibende offene Zonenposition der langfristigen Zone mit der verbleibenden offenen Zonenposition der kurzfristigen Zone zu verrechnen.

Kurz gesagt besteht der Prozess demnach aus vier Schritten:
1. Zuordnung der Positionen zu den Bändern und Gewichtung,
2. Verrechnung gegenläufiger Positionen innerhalb eines Bandes,
3. Verrechnung der noch offenen Positionen über die Bänder hinweg innerhalb einer Zone und
4. Verrechnung der noch verbleibenden offenen Positionen über die Zonen hinweg.

## Verrechnung im und zwischen den Bändern
Die geschlossenen Positionen innerhalb eines Bandes sind mit 10 % zu gewichten. Die innerhalb der ersten Zone verrechneten und somit geschlossenen Positionen sind mit 40 % zu gewichten (in der zweiten und dritten Zone mit 30 %). Verrechnungen zwischen der ersten und der zweiten Zone müssen mit 40 % angerechnet werden, ebenso Verrechnungen zwischen der zweiten und dritten Zone. Werden Positionen aus der ersten und dritten Zone miteinander verrechnet, so muss die geschlossene Position mit 150 % gewichtet werden. Alle zum Schluss (nach allen irgendwie möglichen Verrechnungen) offenen Positionen sind mit 100 % zu gewichten.

## Sonstiges
Die SolvV sieht eine weitere Aufteilung in zwei Zinsbereiche vor. Der Zinsbereich A umfasst alle Positionen mit einer Verzinsung von weniger als 3 %, der Bereich B alle mit einer Verzinsung von mindestens 3 %. Die Bänder werden demnach nochmals zweigeteilt.

## Rechtliche Normen
Den rechtlichen Rahmen für die Jahresbandmethode stellt die Verordnung über die angemessene Eigenmittelausstattung von Instituten, Institutsgruppen und Finanzholding-Gruppen. Maßgebend sind hier vor allem die §§ 300 und 301.
Weiterhin ist die Bekanntmachung der BAFIN vom 20. Juli 2000 (BAnz. Nr. 160) über den Grundsatz I über die Eigenmittel der Institute einschlägig. Relevant ist hier der § 21.